# Liste des chemins de fer suisses
Ne doit pas être confondu avec Liste des numéros de profils des lignes ferroviaires en Suisse.
La liste des chemins de fer suisses concerne les entreprises ferroviaires opérant sur le territoire de la Suisse.

## Liste alphabétique
- AAE - Ahaus Alstätter Eisenbahn (jusqu'en 2007)
- AAR - AAR bus + bahn (Holding de WSB, fusion sous AVA)
- AB - Appenzeller Bahnen
- AL - Aigle-Leysin (Fusion sous TPC)
- AVA - Aargau Verkehr (Fusion de BDWM et WSB)
- AOMC - Aigle-Ollon-Monthey-Champéry (Fusion sous TPC)
- ASD - Aigle-Sépey-Diablerets (Fusion sous TPC)
- ASm - Aare-Seeland Mobil
- BAM - Bière-Apples-Morges (Fusion dans MBC)
- BC - Blonay-Chamby
- BDWM - Bremgarten-Dietikon Bahn et Wohlen-Meisterschwanden (Fusion sous AVA)
- BLM - Bergbahn Lauterbrunnen-Mürren
- BLS - Bern-Lötschberg-Simplon (Chemin de fer du Lötschberg)
- BLT - Baselland Transport
- BOB - Berner Oberland-Bahnen
- BRB - Brienz Rothorn Bahn
- BT - Bodensee Toggenburg Bahn (Absorbée en 2001 par la Schweizerische Südostbahn)
- BVB - Chemin de fer Bex-Villars-Bretaye (Fusion sous TPC)
- BVZ - Brig-Visp-Zermatt (Fusion sous MGB)
- CCB - Chemin de fer Clarens–Chailly–Blonay (Désaffecté)
- CFF - Chemins de fer fédéraux (SBB - Schweizerische Bundesbahnen, FFS - Ferrovie Federali Svizzere)
- CEG - Chemins de fer électriques de la Gruyère (Fusion avec Transports publics fribourgeois)
- CEV - Chemins de fer électriques veveysans (Fusion sous MVR)
- CIS - Cisalpino  (jusqu'en 2009)
- CJ - Chemins de fer du Jura
- Db - Dolderbahn
- DFB - Dampfbahn Furka-Bergstrecke
- FART - Ferrovie Autolinee Regionali Ticinesi
- FB - Forchbahn
- FLP - Ferrovia Lugano-Ponte Tresa (Ferrovie Luganesi FLP)
- FO - Furka-Oberalp (Fusion sous MGB)
- FW - Frauenfeld-Wil (Absorbé par Appenzeller Bahnen)
- GGB - Gornergrat Bahn (BVZ Holding)
- JB - Jungfraubahn
- LEB - Lausanne-Échallens-Bercher (Transports lausannois)
- LO - Lausanne-Ouchy (Transports lausannois)
- MC - Martigny-Châtelard (Fusion sous TMR)
- MGB - Matterhorn-Gotthard-Bahn (Fusion entre FO et BVZ)
- MG - Monte Generoso
- MGN - Montreux-Glion-Rochers de Naye (Fusion sous MVR)
- MIB - Meiringen-Innertkirchen Bahn (Absorbé par Zentralbahn)
- MO - Martigny-Orsières (Fusion sous TMR)
- MOB - Montreux-Oberland Bernois
- MVR - Montreux-Vevey-Riviera (Fusion de MGN et CEV)
- NStCM - Chemin de fer Nyon-Saint-Cergue-Morez
- OC - Orbe-Chavornay (Fusion sous Travys)
- ÖBB (Oebb) - Oensingen-Balsthal-Bahn
- PAC - Parc d'Attractions du Châtelard : Petit train panoramique d'Émosson
- PB - Pilatusbahn
- PBr - Pont-Brassus (Fusion sous Travys)
- RA - RegionAlps SA (Filiale des CFF et de TMR)
- RB - Rigi-Bahnen
- RBS - Regionalverkehr Bern-Solothurn
- RhB - Chemins de fer rhétiques (Rhätische Bahn ou Ferrovia Retica)
- SchB - Chemin de fer du Schöllenen (Fusion avec le MGB)
- SOB - Schweizerische Südostbahn
- SPB - Schynige Platte-Bahn
- SVB - Städtische Verkehrsbetriebe Bern, plus connue sous le nom Bernmobil
- ST - Sursee-Triengen-Bahn
- SZU - Sihltal Zürich Uetliberg Bahn
- TB - Trogenerbahn (Absorbé par Appenzeller Bahnen)
- THURBO - Thurbo
- TL - Transports lausannois
- TMR - Transports de Martigny et Régions  (Fusion de MC et MO)
- TN - Transports publics du littoral neuchâtelois (Absorbé par TRN)
- TNT - Train nostalgique du Trient
- TPC - Transports publics du Chablais (Fusion de AL, AOMC, ASD et BVB)
- TPF - Transports publics fribourgeois (Fusion du GFM et des entreprises de transports fribourgeois)
- TPG - Transports publics genevois (Anciennement CGTE, Compagnie Genevoise des Tramways Électriques)
- TRAVYS - Transports Vallée de Joux, Yverdon-les-Bains, Sainte Croix  (Fusion de PBr, OC et YSC)
- TRN - Transports régionaux neuchâtelois
- VBZ - Verkehrsbetriebe Zürich
- VCh - Vevey–Chexbres (Absorbé par CFF)
- WAB - Wengernalpbahn
- WB - Waldenburgbahn (réseau Baselland Transport)
- WSB - Wynental- und Suhrentalbahn (Fusion sous AVA)
- YSC - Chemin de fer Yverdon-Sainte-Croix (Fusion sous Travys)
- ZB - Zentralbahn (Filiale des CFF)

## Sources
- Les chemins de fer privés Suisses, Éditions Avanti, 1979
- Dictionnaire historique de la Suisse
- La Suisse et ses chemins de fer, Jean Tricoire, Éditions La Vie du Rail, août 2019